# Pseudalmenus fischeri
Pseudalmenus fischeri är en fjärilsart som beskrevs av Tindale 1953. Pseudalmenus fischeri ingår i släktet Pseudalmenus och familjen juvelvingar. Inga underarter finns listade i Catalogue of Life.